# Bundesautobahn 293
La Bundesautobahn 293 (BAB 293, A293 ou Autobahn 293) est une autoroute urbaine allemande desservant les quartiers nord d’Oldenbourg en Basse-Saxe. Elle est reliée à son extrémité sud à l’A28 (Brême-Leer) et à son extrémité nord à l’A29 (Wilhelmshaven-Cloppenburg). Elle comporte 5 sorties numérotées de 7 à 11 puisque leur numérotation est coordinée avec celle de l’A28. L’A293 mesure 7 kilomètres.